# Puchar Świata w skeletonie 1993/1994
Sezon 1993/1994 Pucharu Świata w skeletonie – 8. sezon Pucharu Świata w skeletonie. Rozpoczął się 15 grudnia 1993 roku w Winterbergu, w Niemczech. Ostatnie zawody z tego cyklu zostały rozegrane 28 stycznia 1994 roku w Szwajcarii, w Sankt Moritz. Rozegrane zostały 4 konkursy.
Po raz czwarty zwyciężył Austriak Christian Auer.

## Kalendarz Pucharu Świata
| Lp.                                 | Data             | Miejscowość  | 1. miejsce     | 2. miejsce     | 3. miejsce         |
| ----------------------------------- | ---------------- | ------------ | -------------- | -------------- | ------------------ |
| 1.                                  | 5 grudnia 1993   | Winterberg   | Christian Auer | Franz Plangger | Martin Thaler      |
| 2.                                  | 13 grudnia 1993  | La Plagne    | Christian Auer | Andi Schmid    | Michael Grünberger |
| 3.                                  | 22 stycznia 1994 | Igls         | Franz Plangger | Andi Schmid    | Willi Schneider    |
| 4.                                  | 28 stycznia 1994 | Sankt Moritz | Andi Schmid    | Christian Auer | Willi Schneider    |
| Mistrzostwa Świata 1994 – Altenberg |                  |              |                |                |                    |

## Klasyfikacja
| lp. | zawodnik           | kraj       | punkty |
| --- | ------------------ | ---------- | ------ |
| 1.  | Christian Auer     | Austria    | 171    |
| 2.  | Andi Schmid        | Austria    | 168    |
| 3.  | Franz Plangger     | Austria    | 165    |
| 4.  | Willi Schneider    | Niemcy     | 151    |
| 5.  | Michael Grünberger | Austria    | 150    |
| 6.  | Martin Thaler      | Austria    | 148    |
| 7.  | Ryan Davenport     | Kanada     | 137    |
| 8.  | Jürg Wenger        | Szwajcaria | 131    |
| 9.  | Renato Bussola     | Włochy     | 127    |
| 10. | Frank Fijakowski   | Niemcy     | 125    |